# Dechang
Dechang är ett härad i Liangshan, en autonom prefektur för yi-folket i Sichuan-provinsen i sydvästra Kina. Den ligger omkring 410 kilometer sydväst om provinshuvudstaden Chengdu. 